# Ronde van Frankrijk 2019/Twaalfde etappe
De twaalfde etappe van de Ronde van Frankrijk 2019 werd verreden op 18 juli tussen Toulouse en Bagnères-de-Bigorre in een etappe over 209,5 kilometer. Het was de eerste etappe in de Pyreneeën, waarbij de Col de Peyresourde en Hourquette d'Ancizan, beide van de 1e cateorie, moesten worden beklommen. Na de laatste klim volgde er nog een afdaling van dertig kilometer. Een grote groep van 42 renners kreeg de zegen van het peloton en mocht strijden om de etappezege. Simon Yates was de beste in een sprint-à-trois. 
| Toulouse – Bagnères-de-Bigorre (209,5 km) |                   |                                |          |
| Plaats                                    | Naam              | Ploeg                          | Tijd     |
| 1                                         | Simon Yates       | Mitchelton-Scott               | 4u57'53" |
| 2                                         | Peio Bilbao       | Astana Pro Team                | z.t.     |
| 3                                         | Gregor Mühlberger | BORA-hansgrohe                 | z.t.     |
| 4                                         | Tiesj Benoot      | Lotto Soudal                   | + 1'28"  |
| 5                                         | Fabio Felline     | Trek-Segafredo                 | z.t.     |
| 6                                         | Matteo Trentin    | Mitchelton-Scott               | z.t.     |
| 7                                         | Oliver Naesen     | AG2R La Mondiale               | z.t.     |
| 8                                         | Rui Costa         | UAE Team Emirates              | z.t.     |
| 9                                         | Simon Clarke      | EF Education First Pro Cycling | z.t.     |
| 10                                        | Jasper Stuyven    | Trek-Segafredo                 | z.t.     |
|                                           |                   |                                |          |
| 22                                        | Dylan van Baarle  | Team INEOS                     | + 9'35"  |

| Algemeen klassement |                    |                       |           |
| Plaats              | Naam               | Ploeg                 | Tijd      |
| 1                   | Julian Alaphilippe | Deceuninck–Quick-Step | 52u26'09" |
| 2                   | Geraint Thomas     | Team INEOS            | + 1'12"   |
| 3                   | Egan Bernal        | Team INEOS            | + 1'16"   |
| 4                   | Steven Kruijswijk  | Team Jumbo-Visma      | + 1'27"   |
| 5                   | Emanuel Buchmann   | BORA-hansgrohe        | + 1'45"   |
| 6                   | Enric Mas          | Deceuninck–Quick-Step | + 1'46"   |
| 7                   | Adam Yates         | Mitchelton-Scott      | + 1'47"   |
| 8                   | Nairo Quintana     | Movistar Team         | + 2'04"   |
| 9                   | Daniel Martin      | UAE Team Emirates     | + 2'09"   |
| 10                  | Thibaut Pinot      | Groupama-FDJ          | + 2'33"   |
|                     |                    |                       |           |
| 18                  | Xandro Meurisse    | Wanty-Gobert          | + 3'42"   |

1e etappe ·
2e etappe ·
3e etappe ·
4e etappe ·
5e etappe ·
6e etappe ·
7e etappe ·
8e etappe ·
9e etappe ·
10e etappe ·
11e etappe ·
12e etappe ·
13e etappe ·
14e etappe ·
15e etappe ·
16e etappe ·
17e etappe ·
18e etappe ·
19e etappe ·
20e etappe ·
21e etappe
Startlijst · Eindstanden · Afbeeldingen